# Манингтон (Западна Вирџинија)
Манингтон (енгл. Mannington) град је у америчкој савезној држави Западна Вирџинија.

## Демографија
По попису из 2010. године број становника је 2.063, што је 61 (-2,9%) становника мање него 2000. године.
| Група             | 2000.         | 2010.         |
| Белци             | 2.086 (98,2%) | 2.019 (97,9%) |
| Афроамериканци    | 3 (0,1%)      | 5 (0,2%)      |
| Азијати           | 4 (0,2%)      | 7 (0,3%)      |
| Хиспаноамериканци | 7 (0,3%)      | 19 (0,9%)     |
| Укупно            | 2.124         | 2.063         |